# Alice Candy
Pour les articles homonymes, voir Candy.
Alice Candy, née le 9 juillet 1888, à Oxford dans la région de Canterbury, et morte le 18 mai 1977 à Christchurch, est une universitaire néo-zélandaise. Elle est maître de conférences en histoire au collège de Canterbury, de 1920 à 1948.

## Biographie
Alice Candy naît en 1888 à Oxford, en Nouvelle-Zélande. Elle fréquente le lycée pour filles de Christchurch. Elle obtient une bourse d'études et s'inscrit en sciences politique et économique au Canterbury College.
Elle est diplômée en économie en 1910 et obtient une maîtrise ès arts avec distinction en science politique en 1911. Elle enseigne dans plusieurs écoles, dont la Chilton Saint James School à Lower Hutt.

## Carrière universitaire
Candy est nommée maître de conférences d'histoire au Canterbury College en décembre 1920, deuxième femme universitaire de l'université, après la biologiste Elizabeth Herriott.
Elle travaille avec l'historien James Hight (en), ils publient ensemble en 1927 A short history of the Canterbury College (University of New Zealand) with a register of graduates and associates of the college. À l'époque, entre un quart et un tiers des étudiants étaient des femmes, et Candy joue un rôle actif dans leur prise en charge, étant directrice de Helen Connon Hall, une résidence universitaire réservée aux femmes.
Après sa retraite, elle siège au conseil de l'université. Elle meurt le 18 mai 1977 à Christchurch. 

## Association néo-zélandaise des femmes diplômées d'université
Alice Candy est très active au sein des associations de femmes universitaires en Nouvelle-Zélande. Elle est membre fondateur de la Canterbury Women Graduates' Association, qui devient ensuite une branche locale de la New Zealand Federation of University Women. Elle est présidente de la section de Canterbury (1926–1927), vice-présidente de l'association nationale (1929), et déléguée de la fédération au National Council of Women of New Zealand (1926–1927 puis 1928–1929).

## Postérité
Un bâtiment du campus porte son nom,, et un portrait d'elle réalisé par W.A. Sutton est détenu par l'université. La Christchurch Art Gallery détient quelques croquis préparatoires pour le portrait.

## Publications
- A short history of the Canterbury College (University of New Zealand) with a register of graduates and associates of the college, 1927.